# バルテル・リッツォ
バルテル・リッツォ(イタリア語: Valter Rizzo)　はフィギュアスケートのコーチで振付師。元アイスダンス選手。同時に職業として消防士も務めている。アイスダンスのパートナーブリュンヒルデ・ビアンキは妻、フィギュアスケート選手のマッテオ・リッツォは息子である。

## 名称について
2013年全日本フィギュアスケート選手権の放送中、アナウンサーは「ヴァルター・リゾ」と発音していた。

## 経歴
11歳でペア選手として開始するが12歳でアイスダンスに転向、ブリュンヒルデ・ビアンキと長くパートナーを組み、1985年のヨーロッパ選手権で13位に入る。その4年後、同選手と結婚して2児をもうけた。息子はフィギュアスケート選手のマッテオ・リッツォである。
現在はフィギュアスケートコーチの傍ら、消防士も務めている。

## コーチ
現役引退後はコーチ業を始め、フェデリカ・ファイエラ & マッシモ・スカリなどイタリアの選手を数多く指導している。
ニコライ・モロゾフと親交があり、かつてはモロゾフのアシスタントコーチも務めていた。
日本では安藤美姫の2013-2014シーズンのコーチを務めたことで知られている。またアイスダンスのキャシー・リード & クリス・リードのコーチもかつて務めていた。

## 指導した主な選手
- 安藤美姫 (2013-2014シーズン)
- キャシー・リード & クリス・リード
- アンナ・カッペリーニ & ルカ・ラノッテ
- フェデリカ・ファイエラ & マッシモ・スカリ
- ソフィア・スフォルツァ & フランチェスコ・フィオレッティ
- ヴァレンティーナ・マルケイ
- ミコール・クリスティーニ
- ターニャ・コルベ
- ステファノ・カルーゾ